# Glaphyra vera
Glaphyra vera là một loài bọ cánh cứng trong họ Cerambycidae.